# Universidad de Talca
La Universidad de Talca es una universidad estatal chilena, que cuenta con cinco campus a nivel nacional. Su casa central se ubica en la ciudad de Talca, capital de la Región del Maule, Chile.
Como institución pública, pertenece al Consejo de Rectores de Universidades Chilenas (Cruch) y es miembro del Consorcio de Universidades del Estado (Cuech). Además es miembro de la Agrupación de Universidades Regionales de Chile.
Posee más de diez mil  alumnos en sus carreras de pregrado. Cuenta con 28 programas de postgrado: 27 Magíster, 11 Doctorados, 5 especialidades odontológicas y 2 especialidades médicas Cuenta con Campus en la comuna de Curicó, especializado en Ingeniería; en Linares, ligado al área de las Ciencias de la Educación; Santiago donde se imparten carreras de la Facultad de Ciencias Jurídicas y Sociales y de la Facultad de Economía y Negocios. En la capital nacional y tras una alianza con el LehrerBildung Innovativ Wilhem von Humboldt (LBI), también se ofrecen imparten tres carreras de la Escuela de Pedagogías en Alemán. El Campus Colchagua ubicado en la comuna de Santa Cruz está ligado a las carreras técnicas en vitivinicultura. En el Campus Talca, donde se concentran la mayor cantidad de estudiantes, la oferta académica está ligada al área de la salud, la economía, las ciencias jurídicas y sociales, la psicología y las ciencias agrarias. En la capital regional además se encuentra el Campus Pehuenche, donde se imparten las carreras de Obstetricia y Puericultura junto a  Medicina. 
Actualmente se encuentra acreditada por la Comisión Nacional de Acreditación (CNA-Chile) por un período de 6 años (de un máximo de 7), desde noviembre de 2019 hasta noviembre de 2025.Figura en la posición 7 dentro de las universidades chilenas según la clasificación webométrica SCImago Institutions Rankings (SIR) 2024.Está en la posición 10 según el ranking de Webometrics 2024. Está en la posición 10-12 a nivel nacional en el QS Rankings 2024.Está en la posición 6-16 a nivel nacional en el ranking Times Higher Education 2024.

## Historia

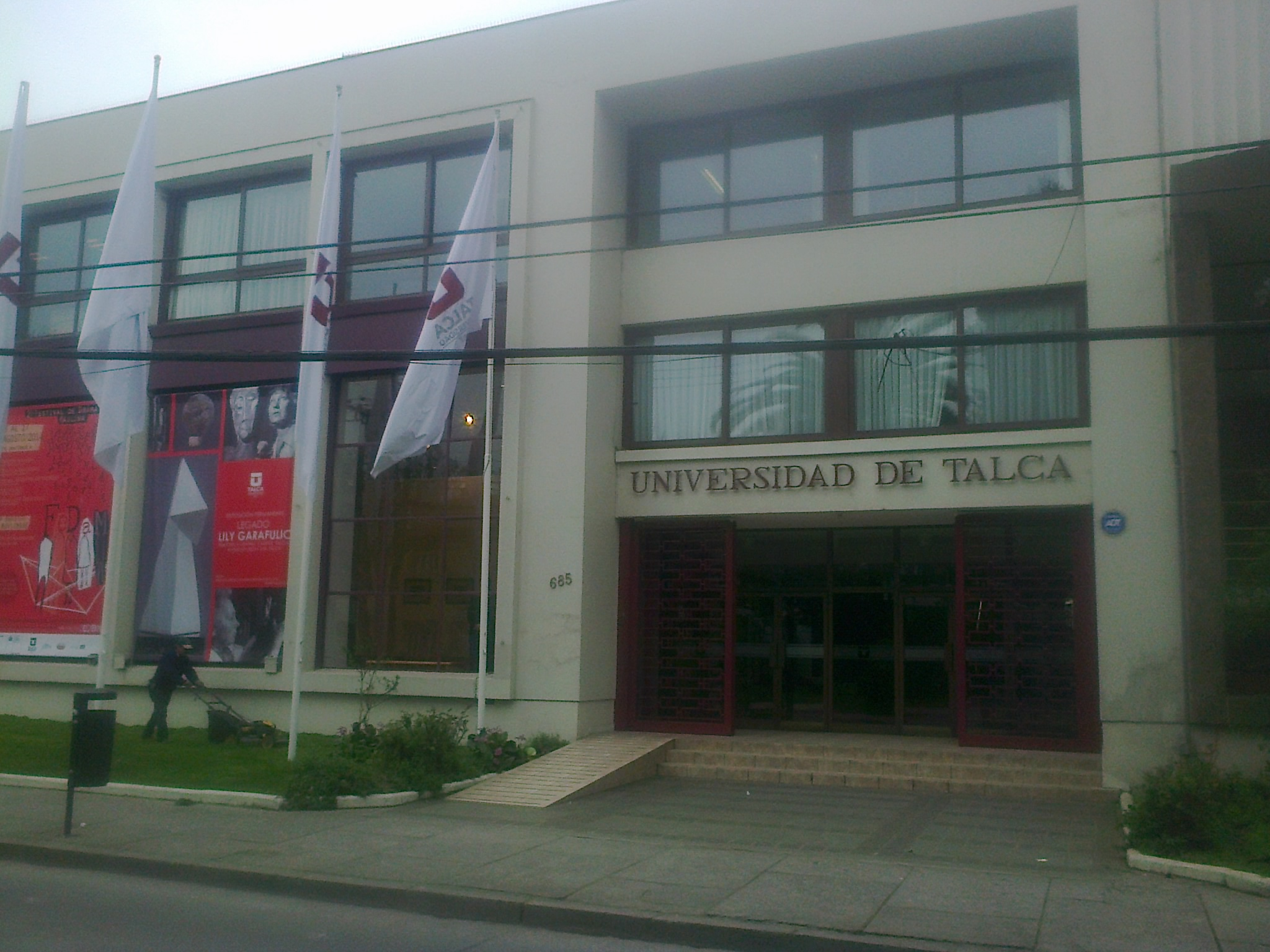
Centro de Extensión de la Universidad de Talca.

Fundada en 1981, tras la fusión de las antiguas sedes de la Universidad de Chile y la Universidad Técnica del Estado (UTE).
En 1981, durante la dictadura militar, se crea el Instituto Profesional de Talca, a partir de las sedes regionales de la Universidad Técnica del Estado y de la Universidad de Chile, que posteriormente daría origen a la Universidad de Talca.
En 1995, la universidad traslada las carreras que tenía en el edificio de Av. Colín a su nueva sede en la ciudad de Curicó.
En 2005 inaugura su tercera sede, en la ciudad de Santiago.
En 2007 inaugura el Instituto Colchagua en la ciudad de Santa Cruz.
En 2013 inaugura un nuevo campus en Santiago, con cuatro carreras en la comuna de San Joaquín.
En 2014 inaugura un nuevo campus en Linares, cuyo edificio definitivo empieza a construirse a mediados de ese año para quedar listo en 2015. Asimismo, abrió una subsede en la ciudad de Constitución.

## Organización

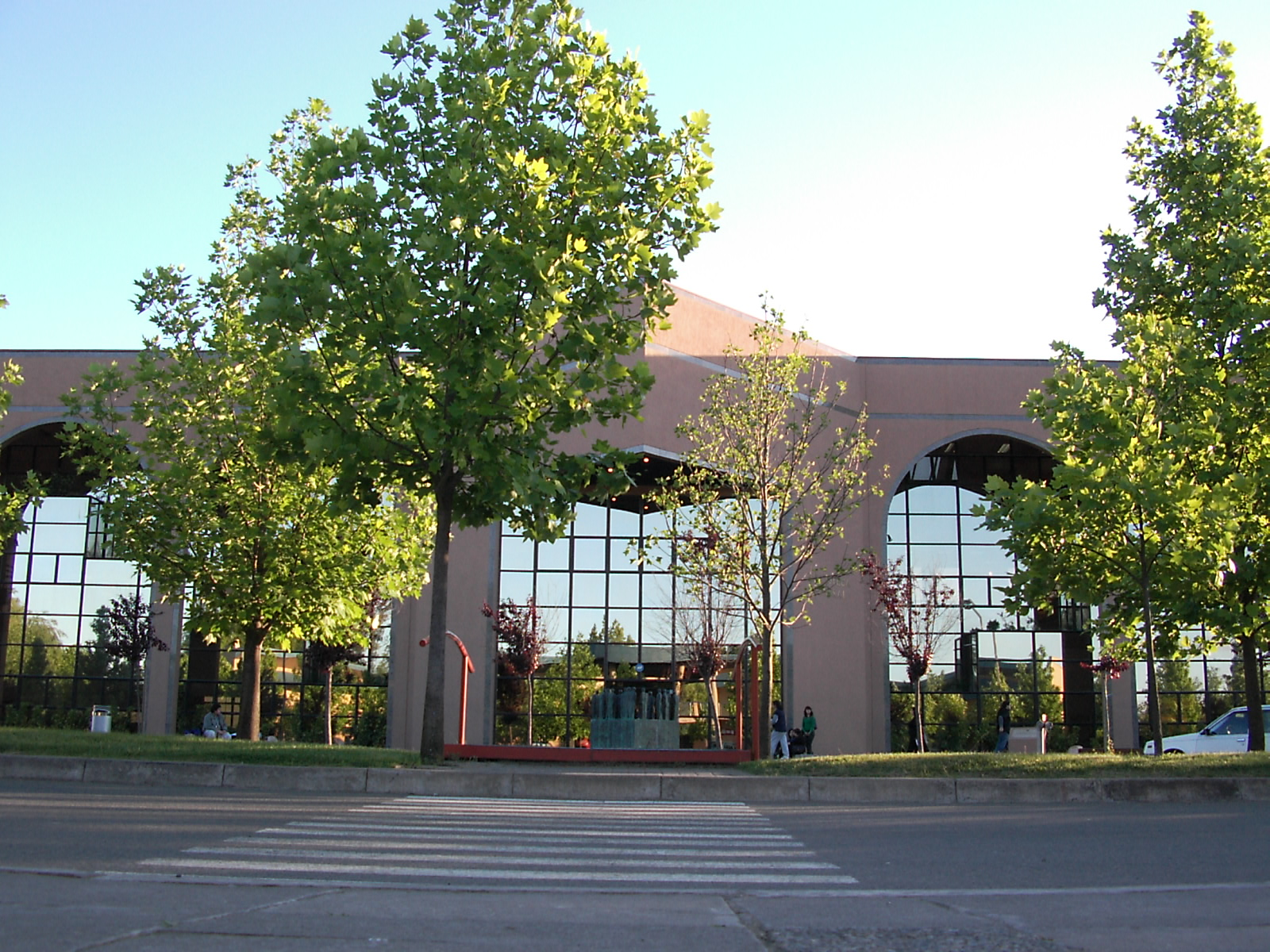
Antigua biblioteca de la Universidad de Talca.

La Universidad de Talca cuenta con cinco campus:
- Campus Talca, ubicado en el acceso norte a Talca (Av. Lircay).
  - Casa Central, ubicada en Uno Norte esquina Uno Poniente, centro de Talca.
  - Campus Pehuenche, ubicado en Avenida San Miguel, ubicado en el Ex hospital Italiano.
- Campus Curicó, ubicado en el camino que une Curicó con la localidad de Los Niches.
- Campus Santiago, ubicado en la comuna de San Joaquín (Santa Elena 2222), y Campus Santiago-LBI, situado en Nuestra Señora del Rosario 1120, comuna de Vitacura.
  - Escuela de Postgrado y Centro de Extensión, ubicado en la comuna de Providencia (Québec 415) .
- Campus Colchagua (Chile), Avenida Ramón Sanfurgo #980, comuna de Santa Cruz, Región de O'Higgins.
- Campus Linares, ubicado en av. Oriente, al lado del Colegio Salesianos.
  - Subsede Constitución.

### Facultades
- Facultad de Ciencias Agrarias
- Facultad de Ciencias de la Salud
- Facultad de Economía y Negocios
- Facultad de Ciencias Jurídicas y Sociales
- Facultad de Ingeniería
- Facultad de Psicología
- Facultad de Arquitectura, Música y Diseño
- Facultad de Ciencias de la Educación
- Facultad de Odontología

### Escuelas
- Escuela de Ingeniería Civil Mecatrónica
- Escuela de Ingeniería Civil Industrial
- Escuela de Agronomía
- Escuela de Fonoaudiología
- Escuela de Ingeniería Informática Empresarial
- Escuela de Odontología
- Escuela de Ingeniería Civil en Bioinformática
- Escuela de Ingeniería en Desarrollo de Videojuegos y Realidad Virtual
- Escuela de Arquitectura
- Escuela de Diseño
- Escuela de Tecnología Médica[19]
- Escuela de Música
- Escuela de Medicina
- Escuela de Terapia Ocupacional
- Escuela de Enfermería
- Escuela de Kinesiología[20]
- Escuela de Derecho
- Escuela de Ciencias Políticas y Administración Pública
- Escuela de Pedagogías en Inglés
- Escuela de Pedagogías en Alemán
- Escuela de Pedagogía en Matemática
- Escuela de Auditoría e Ingeniería en Control de Gestión
- Escuela de Ingeniería Comercial
- Escuela de Ingeniería de Informática Empresarial
- Escuela de Contador Público y Auditor
- Escuela de Psicología

### Campus

#### Casa Central

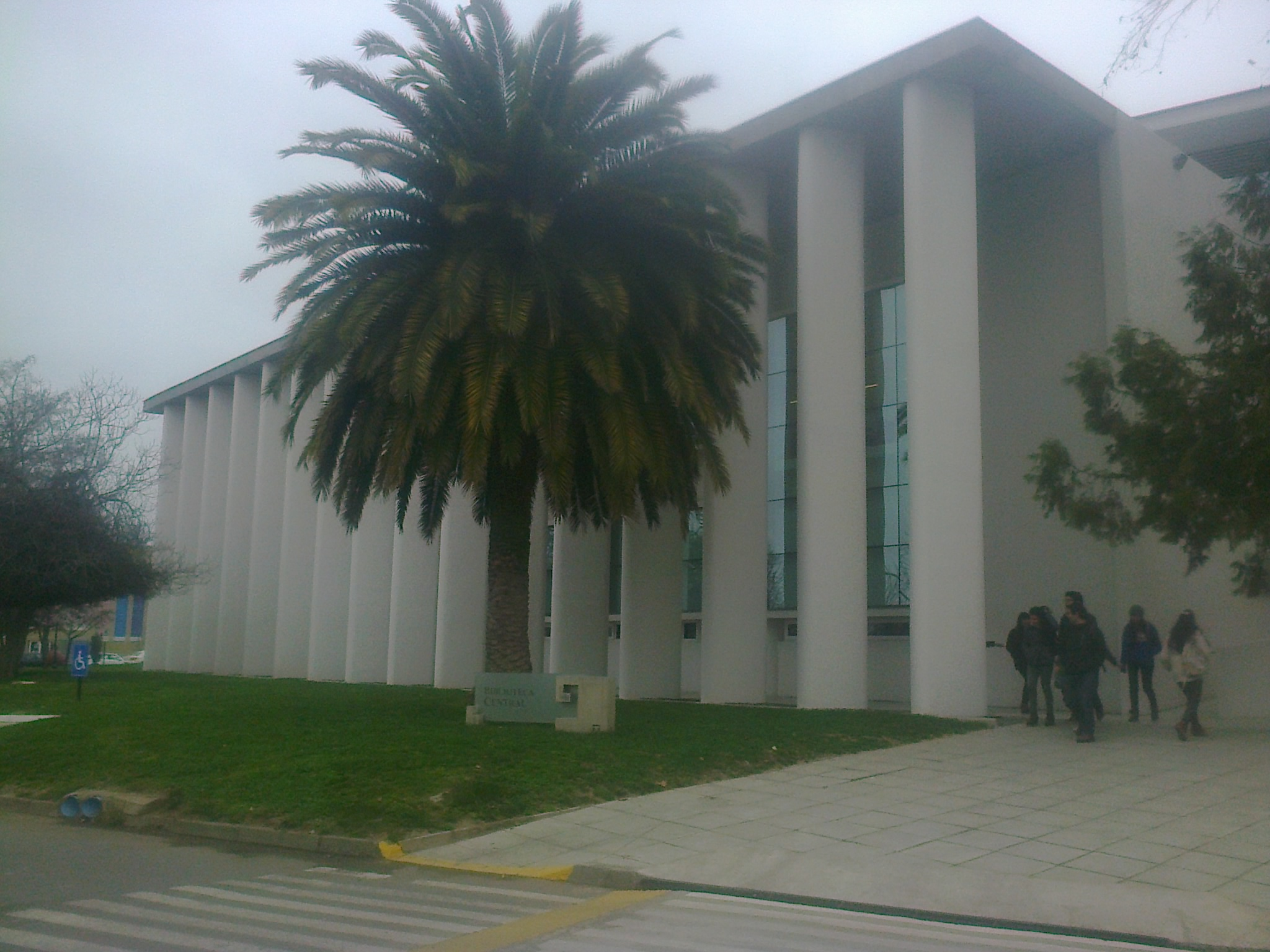
Biblioteca del Campus Talca, inaugurada en 2012.

Ubicada frente a la Plaza de Armas de Talca, en el antiguo edificio del Hotel Plaza. Funcionan allí la Rectoría, la Vicerrectoría de Gestión Económica y Administración, y la Nueva Galería de Arte (NUGA). La Rectoría también posee un edificio en la calle 2 norte con 1 poniente, donde funciona el Centro de Extensión "Pedro Olmos Muñoz", las Salas "Giulio Di Girólamo" y "Emma Jauch", la Galería de Arte Contemporáneo de la Universidad y las radio emisoras de la Universidad.

#### Campus Talca
Ubicado en el acceso norte a la ciudad de Talca, en lo que alguna vez fue la sede Talca de la Universidad de Chile, cuenta con una superficie cercana a las 90 hectáreas. En este Campus se sitúan los edificios que albergan las Facultades de Ciencias Jurídicas y Sociales, Ciencias Agrarias, Economía y Negocios, Psicología, Ciencias de la Salud y Odontología. A ellos se suman las modernas instalaciones de vicerrectorías, institutos, Centros Tecnológicos y de Investigación, unidades administrativas y de servicios.
También allí se sitúa el Edificio Espacio Bicentenario en cuyo interior se encuentra el Aula Magna de la Universidad, un Auditorio y la sala permanente Lily Garafulic, la Biblioteca Central, cafeterías, salas de estudio y laboratorios. Asimismo, alberga el Parque de las Esculturas, el Jardín Botánico y el Arboretum cuyos espacios se utilizan para la investigación y recreación de la comunidad.

#### Campus Curicó
El 6 de septiembre de 1995, en el sector Los Niches al oriente de la ciudad de Curicó se comienza la construcción de la nueva sede .  El terreno de 1,25 hectáreas fue donado por el empresario agrícola Ramón Leyton de la Fuente. El campus, a 2019, posee una extensión de 10,78 hectáreas y 12 700 metros cuadrados de jardines.
En este Campus se imparten las carreras de Ingeniería en Construcción, Ingeniería Civil Industrial, Ingeniería Civil en Computación, Ingeniería Mecánica, Ingeniería en Mecatrónica, Ingeniería Civil en Minas e Ingeniería Civil Eléctrica recientemente incorporada el año 2016, todas dependientes de la Facultad de Ingeniería. Además, en el Campus Curicó, los alumnos de pregrado tienen a su disposición laboratorios de última generación, el más moderno gimnasio de la zona para 10000 personas, para la práctica de deportes y una biblioteca, construida con aportes del Programa de Mejoramiento de la Calidad de la Educación Superior, MECESUP.
En Postgrado se imparte un Magíster de Gestión de Operaciones, Magíster en Ingeniería Industrial, Magíster en Ciencias de la Ingeniería mención en Conversión de Energía y Doctorado en Sistemas de Ingeniería.
En pleno centro de Curicó, la Universidad de Talca posee un edificio destinado a la realización actividades culturales. El principal objetivo de esta unidad es contribuir al desarrollo de las artes, las letras y la ciencia de la provincia de Curicó, mediante exposiciones, conciertos y conferencias.

#### Campus Santiago

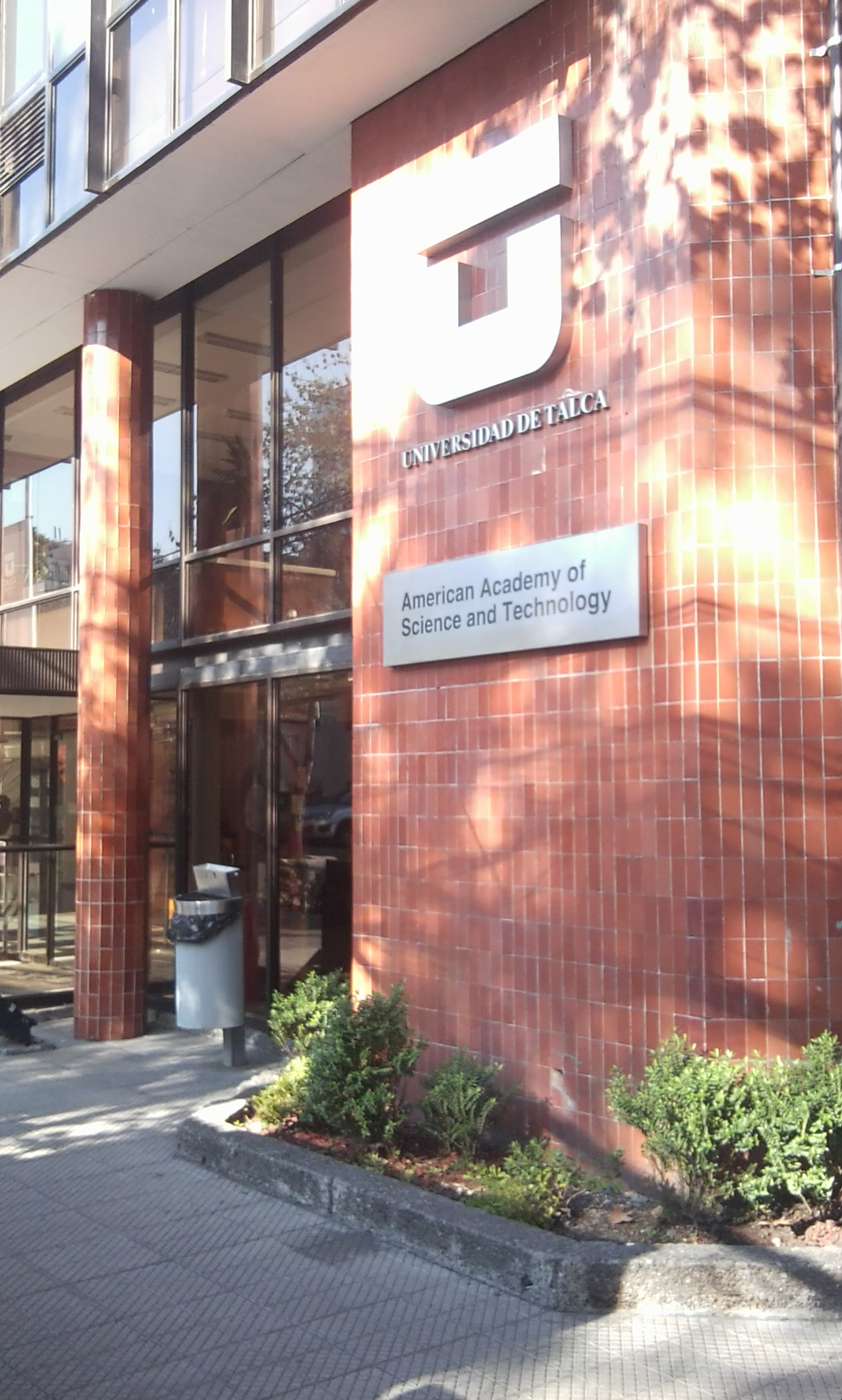
Escuela de Postgrado y Centro de Extensión Universidad de Talca, Santiago.

En 2012, funcionó en el recinto que hoy cobija a la Escuela de Postgrado y Centro de Extensión, en la comuna de Providencia, donde se comenzó impartiendo las carreras de Derecho y Auditoría e Ingeniería en Control de Gestión.
En 2013, el Campus se trasladó a un nuevo y moderno edificio -especialmente acondicionado para ellas-, situado en calle Santa Elena #2222, comuna de San Joaquín, donde amplió su oferta académica al sumar otras dos carreras; Ingeniería Comercial y Administración Pública.
El 27 de julio de 2015 se firmó el acuerdo entre la Universidad de Talca y el Instituto Profesional Alemán Wilhelm von Humboldt, a través del cual se creó la Escuela de Pedagogías en Alemán (Campus Santiago–LBI), ubicado en la calle Nuestra Señora del Rosario #1120 de la comuna Vitacura.

#### Campus Linares

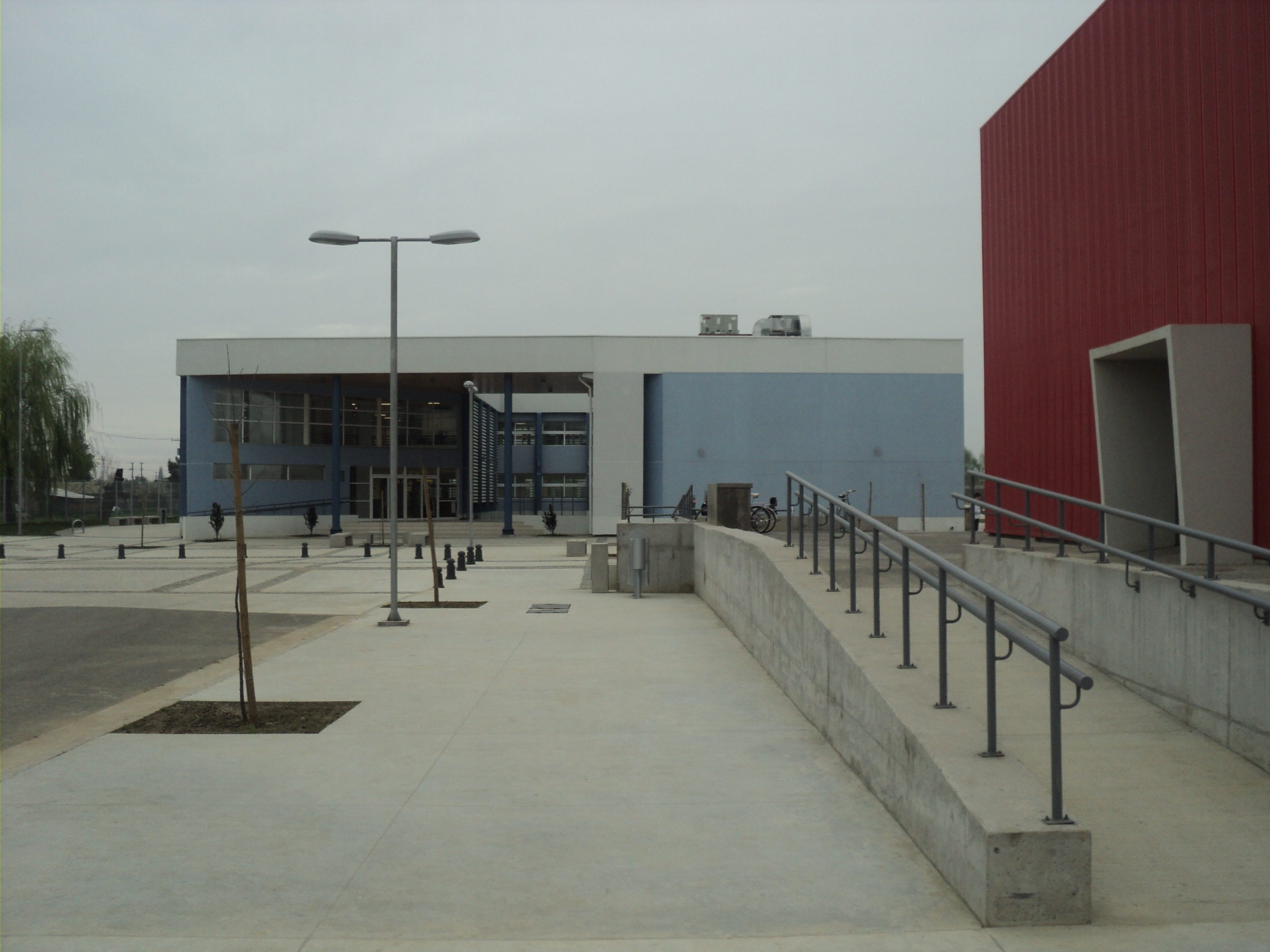
Campus Linares, inaugurado en 2016.

Hay dos épocas del campus Linares: la primera fue a mediados de los '80, cuando se instaló la Universidad en el Liceo Juan Ignacio Molina (actual Liceo Bicentenario Valentín Letelier) en el pabellón de calle Yumbel esquina V. Letelier. Esta sede duró unos pocos años cerrándose a inicios de la década de los '90.
En 2012, se anunció la reapertura de esta sede para esta ciudad tras varias gestiones de autoridades locales y parlamentarias. En 2013 se anuncia que se inició el proyecto para la construcción del edificio definitivo del campus en el sector oriente de la ciudad, al lado del Colegio de los Salesianos.
En 2014 el campus Linares reinició sus actividades funcionando provisionalmente en el Liceo Técnico Diego Portales (ex Escuela 3), ofreciendo las carreras profesionales de Contador Público y Auditor y Pedagogía para Enseñanza Media en Matemáticas y las carreras técnicas de Técnico Superior en Viticultura, T.S. en Fruticultura y T.S. en Administración Agrícola.
Paralelamente, dependiendo de este campus se abrieron dos carreras técnicas en la ciudad de Constitución, que son Técnico Superior en Electrónica Industrial y T.S. en Mecánica Industrial.
En el año 2016 se terminó de construir el campus, el cual fue abierto en agosto de este año.
El 2 de junio de 2017 con la presencia de la presidenta de la República, Michelle Bachelet, la Universidad de Talca inauguró su Campus en la comuna de Linares el cual tiene una capacidad de mil 500 estudiantes. Tiene una superficie de 6.387 m², contempla un complejo de salas de clases, laboratorios, biblioteca, áreas verdes e infraestructura deportiva.

#### Campus Colchagua
Ubicado en la ciudad de Santa Cruz (región de O'Higgins), se ofrece como una alternativa de formación de profesionales en el área de la vitivinicultura y la administración. Una característica especial es que, a diferencia de otros institutos profesionales dependientes de universidades, este se considera para todos los efectos como parte de la universidad, por lo que sus estudiantes son también alumnos/as de ella.

## Institutos
- Instituto de Ciencias Biológicas[31]
- Instituto de Matemáticas[32]
- Instituto de Investigación y Desarrollo Educacional[33]
- Instituto de Química de los Recursos Naturales[34]
- Instituto de Estudios Humanísticos Juan Ignacio Molina[35]
- Instituto de Innovación Basada en Ciencia[36]

## Centros Tecnológicos y de Investigación
- Centro de Bioinformática y Simulación Molecular
- Centro de Geomática[37]
- Centro de Investigación y Transferencia en Riego y Agroclimatología[38]
- Centro de Mejoramiento Genético y Fenómica Vegetal[39]
- Centro de Pomáceas[40]
- Centro de Sistemas de Ingeniería[41]
- Centro Tecnológico de la Vid y el Vino[42]
- Centro Tecnológico de Suelos y Cultivos[43]
- Centro Tecnológico del Álamo[44]
- Centro Tecnológico de Hidrología Ambiental[45]
- Centro Tecnológico de Conversión de Energías[46]
- Centro de Plantas Nativas de Chile[47]
- Centro de Inocuidad Alimentaria[48]
- Centro de Investigación en Células Madre y Neurociencias[49]
- Centro de Derechos de las Minorías y Gestión de la Diversidad[50]

## Doctorados
- Doctorado en Ciencias Agrarias[51]
- Doctorado en Ciencias Biomédicas
- Doctorado en Ciencias Humanas
- Doctorado en Ciencias mención Ingeniería Genética Vegetal
- Doctorado en Ciencias mención Investigación y Desarrollo de Productos Bioactivos
- Doctorado en Ciencias mención Modelado de Sistemas Químicos y Biológicos
- Doctorado en Derecho
- Doctorado en Economía[52]
- Doctorado en Matemáticas
- Doctorado en Sistemas de Ingeniería

## Egresados destacados

#### Pedagogía
- Romilio Gutiérrez
- Gabriel Bosque

#### Economía y Negocios
- Alexis Sepúlveda

#### Derecho
- Claudia Aravena Lagos
- Hugo Veloso
- Felipe Riesco Eyzaguirre
- Roberto Celedón Fernández
- Wladimir Román

Ciencias
- Adriana Bastías

Odontología
- María Elisa Quinteros